# Tetradium fraxinifolium
Tetradium fraxinifolium är en vinruteväxtart som först beskrevs av Joseph Dalton Hooker, och fick sitt nu gällande namn av Thomas Gordon Hartley. Tetradium fraxinifolium ingår i släktet falskt korkträd (släktet), och familjen vinruteväxter. Inga underarter finns listade i Catalogue of Life.